# 동물왕 와일드 사파리
동물왕 와일드 사파리(Wild life safari, Botswana)는 유명한 보드 게임 디자이너 라이너 크니지아(Reiner Knizia)가 디자인 한 패밀리 보드게임이다. 1994년 미국의 이글그리폰 게임즈(Eagle Gryphon Games)사, 2017년 대한민국의 생각투자 주식회사(AURUM,inc)에 의해 출시되었다. 게임은 2~5명이 할 수 있다.

## 게임 정보
동물왕 와일드 사파리(이하 와일드 사파리)는 1994년, 보츠와나라는 이름으로 처음 출판되었다. 그리폰 게임즈 북쉘프 시리즈로 출판되었으며, 보드게임 긱에서는 패밀리 게임 부분에 기재되어 있다.

## 게임의 구성
와일드 사파리의 구성은 다음과 같다.
- 동물 모형 25개 (5종의 동물인 코끼리, 코뿔소, 사자, 표범, 얼룩말 각 5개)
- 카드 30장 (각 동물별 6장씩 숫자 0부터 5까지)

## 목적
와일드 사파리 게임의 목적은 자신이 획득한 동물들의 점수 합계를 가장 높게 만드는 것이다. 동물 한마리의 점수는 각 동물의 점수는 해당 동물 카드 더미의 가장 위에 있는 카드의 숫자와 같다. 게임에 참여한 인원 수 만큼 게임을 진행하여 점수가 가장 높은 사람이 승리한다.